# Gâmbia nos Jogos Olímpicos de Verão de 2012
Gâmbia competiu nos Jogos Olímpicos de Verão de 2012, que aconteceram na cidade de Londres, no Reino Unido, de 27 de julho até 12 de agosto de 2012.

## Atletismo

### Masculino
| Atleta          | Evento | Fase de grupo | Fase de grupo | Quartas de final | Quartas de final | Semifinal | Semifinal | Final       | Final       |
| Atleta          | Evento | Resultado     | Posição       | Resultado        | Posição          | Resultado | Posição   | Resultado   | Posição     |
| --------------- | ------ | ------------- | ------------- | ---------------- | ---------------- | --------- | --------- | ----------- | ----------- |
| Suwaibou Sanneh | 100m   | —             | —             | 10.21            | 5                | 10.18     | 8         | Não avançou | Não avançou |

### Feminino
| Atleta        | Evento | Fase de grupo | Fase de grupo | Quartas de final | Quartas de final | Semifinal   | Semifinal   | Final       | Final       |
| Atleta        | Evento | Resultado     | Posição       | Resultado        | Posição          | Resultado   | Posição     | Resultado   | Posição     |
| ------------- | ------ | ------------- | ------------- | ---------------- | ---------------- | ----------- | ----------- | ----------- | ----------- |
| Saruba Colley | 100m   | 12.21         | 2             | 12.06            | 8                | Não avançou | Não avançou | Não avançou | Não avançou |